# Хо (буква)
Հ, հ (арм. հոо файле, в кл. орф. հօ, хо) — шестнадцатая буква армянского алфавита. Создал Месроп Маштоц в 405—406 годах.

## Использование
И в восточноармянском, и в западноармянском языках обозначает звук [h]. Числовое значение в армянской системе счисления — 70.
Использовалась в курдском алфавите на основе армянского письма (1921—1928) для обозначения звука [h].
Во всех системах романизации армянского письма передаётся как h. И в восточноармянском, и в западноармянском шрифте Брайля букве соответствует символ ⠓ (U+2813).

## Кодировка
И заглавная, и строчная формы буквы хо включены в стандарт Юникод начиная с версии 1.0.0 в блоке «Армянское письмо» (англ. Armenian) под шестнадцатеричными кодами U+0540 и U+0570 соответственно.

## Галерея

Округлый еркатагир
Прямолинейный еркатагир
Болоргир
Нотргир
Шхагир